# Torneo Nacional de Boxeo Playa Girón 1968
Das Torneo Nacional de Boxeo Playa Girón 1968 wurde vom 6. bis zum 15. November 1968 in Havanna ausgetragen und war die siebte Austragung der nationalen kubanischen Meisterschaften im Amateurboxen.

## Medaillengewinner
Die Meistertitel wurden in elf Gewichtsklassen vergeben.
| Gewichtsklasse                  | Gold              | Silber            | Bronze             |
| ------------------------------- | ----------------- | ----------------- | ------------------ |
| Halbfliegengewicht (bis 48 kg)  | David Odelín      | Eutimio Álvarez   | Sisinio Vantur     |
| Halbfliegengewicht (bis 48 kg)  | David Odelín      | Eutimio Álvarez   | Carlos Hernández   |
| Fliegengewicht (bis 51 kg)      | Eladio Charón     | Douglas Rodríguez | Luis Venegas       |
| Fliegengewicht (bis 51 kg)      | Eladio Charón     | Douglas Rodríguez | René Lorenzo       |
| Bantamgewicht (bis 54 kg)       | Manuel Torres     | Guillermo Cáceres | René Torres        |
| Bantamgewicht (bis 54 kg)       | Manuel Torres     | Guillermo Cáceres | Raúl Castillo      |
| Federgewicht (bis 57 kg)        | Elio Fundora      | Blas Sánchez      | Osvaldo Riverí     |
| Federgewicht (bis 57 kg)        | Elio Fundora      | Blas Sánchez      | Miguel Lugo        |
| Leichtgewicht (bis 60 kg)       | Orestes Salazar   | Esmérido Carrión  | Osvaldo Milán      |
| Leichtgewicht (bis 60 kg)       | Orestes Salazar   | Esmérido Carrión  | Reynaldo Hernández |
| Halbweltergewicht (bis 63,5 kg) | Israel Silva      | Cándido Despaigne | Gonzalo Miranda    |
| Halbweltergewicht (bis 63,5 kg) | Israel Silva      | Cándido Despaigne | José Pons          |
| Weltergewicht (bis 67 kg)       | Félix Betancourt  | Lázaro Alfonso    | Lázaro Noa         |
| Weltergewicht (bis 67 kg)       | Félix Betancourt  | Lázaro Alfonso    | Arcenio Tejeda     |
| Halbmittelgewicht (bis 71 kg)   | Marcos A. Santana | Javier Fabier     | Alejandro Lamouth  |
| Halbmittelgewicht (bis 71 kg)   | Marcos A. Santana | Javier Fabier     | Francisco Campos   |
| Mittelgewicht (bis 75 kg)       | Joaquín Delís     | José Mustelier    | Silvio Quesada     |
| Mittelgewicht (bis 75 kg)       | Joaquín Delís     | José Mustelier    | Julio Tornés       |
| Halbschwergewicht (bis 81 kg)   | Orestes Pedroso   | Juan Taylor       | Domingo Alfonso    |
| Halbschwergewicht (bis 81 kg)   | Orestes Pedroso   | Juan Taylor       | Osvaldo Pérez      |
| Schwergewicht (über 81 kg)      | Adolfo Gálvez     | Enrique Flores    | Orlando Torreaux   |
| Schwergewicht (über 81 kg)      | Adolfo Gálvez     | Enrique Flores    | Marino Coll        |